# Pachychoeta inca
Pachychoeta inca är en tvåvingeart som beskrevs av Martin 1975. Pachychoeta inca ingår i släktet Pachychoeta och familjen rovflugor.
Artens utbredningsområde är Venezuela. Inga underarter finns listade i Catalogue of Life.